# Aeolosomatidae
Az Aeolosomatidae a gyűrűsférgek (Annelida) állattörzs egyik családja.
Maximum 10 mm-es, jobbára ivartalanul szaporodó állatok. Szelvényszámuk alacsony. A prostomium ventrálisan csillókat visel, szemeik nincsenek. Az epidermisz színes olajmirigyekben gazdag. Az interszegmentális barázdák csak néhány esetben figyelhetők meg. A serték négy kötegben állnak, néha hiányzanak. Sertéik – ha vannak – általában jellegzetes szőrserték.
A disszepimentumok a legtöbb fajnál hiányzanak. Szelvényenként két metanephridiumot („vesék”) viselnek. Kettő vagy több funkcionális tesztiszük („here”) van. A spermatogenezis a testüregben szabadon megy végbe. Az ivarsejtek szállítását a nephridiumok végzik. 1 vagy 2 ováriumuk van, melyek páratlan ventrálmediális pórussal nyílnak egy mirigyes megvastagodásban.
Az Aeolosomatidákat régebben rendkívül primitív Oligochaeta-nak tartották, de figyelembe véve a clitellum, valamint a disszepimentumok hiányát, az ivarszervek speciális felépítését, újabban az Annelida evolúció egy korai leágazásának tekintik.